# Eichburg (Seulingswald)
Die Eichburg (auch: Windersburg, Wintersburg, Wynterssburgk) war eine mittelalterliche Burg auf einer nordwestlichen Kuppe des Eichbergs nahe Lengers, einem Ortsteil der Stadt Heringen (Werra) im osthessischen Landkreis Hersfeld-Rotenburg, nahe der Landesgrenze zu Thüringen.
Von der Eichburg sind heutzutage keine oberirdischen baulichen Überreste mehr zu finden. In den Endbereichen der Burg sind Reste von Halsgräben erkennbar – die Terrassenbereiche abgrenzen, die auf früher vorhandene Gebäude hindeuten. Für die Eichburg bzw. Wintersburg wird ein Zusammenhang mit der nahe gelegenen Burg Hornsberg vermutet. Neben wenigen historischen Erwähnungen und archäologischen Funden zeugen vor allem mündliche Überlieferungen von der Existenz der Eichburg.
Der Burgstall ist ein Bodendenkmal nach dem hessischen Denkmalschutzgesetz.

## Lage
Die Burgstelle liegt auf einem schmalen Geländesporn des hier auslaufenden Eichberg-Plateaus zwischen dem Werratal und dem Jungsthal etwa 600 m nordöstlich des Ortszentrums von Lengers im Seulingswald.

## Historische Erwähnungen
Erstmals wird die Eichburg unter ihrem Alternativnamen „Wintersburg“ im Jahr 1261 erwähnt. Der Bezirksarchäologe Klaus Sippel zieht auch Parallelen zur Wüstung Mespens, die eigentlich 800 m südöstlich der Eich- oder Wintersburg auf dem zentralen Eichberg-Plateau gelegen haben soll und möglicherweise miteinander gleichzusetzen wäre.
Eine Urkunde des Klosters Kreuzberg (eigentlich Cruceburg, das heutige Philippsthal) berichtet vom Verkauf der „Villa Wintersburg“ durch die Brüder Heinrich und Berhold Volcricheshusin (das heutige Völkershausen).
Die Eichburg wird 1579 im Salbuch von Friedewald (S 320 StAM) erwähnt, hier heißt es: „Ein Kopf, genannt die Wynterssburgk, allda vor Zeiten ein Schloß soll gewesen sein.“
In einem Bericht an das Kasseler Konsistorium aus dem Jahr 1720 schrieb der Heringer Pfarrer Johann Schlottmann u. a.: „Die Eichburg oder Windersburg, dieses Schloß hat gelegen zwischen Heringen und Lengers vor dem Jungstel auf der Spitze des Berges. Ein Viehhaus dieses Schlosses hat gestanden im Grund unter dem Teichrain bei einem Brunnen, der einen Teich füllt und seinen Ausfluss in die Werra hat. Wer diese Eichberg- oder Windersbergbewohner gewesen, ist unbekannt. Die Taten, durch welche die Helden der Hornskuppe und der Eichburg Nachklang hinterlassen, sollen im Rauben bestanden haben -wie dem auch sei- so hat Schloß Eichburg der Pfarrei Heringen durch Vermachung der Lengers'schen Pfarrgüter ein unvergessliches Andenken gestiftet.“

## Lage, Art und Zweck
Der Heimatforscher Alfred Schulze vermutete, dass die Eichburg Schutzaufgaben erfüllte, da von ihrem Standpunkt aus die Furten von Heimboldshausen und oberhalb Heringen einseh- und überwachbar waren. Hiermit ist vermutlich der gute Überblick über die Werra und das Werratal südöstlich Richtung Harnrode, östlich Richtung Wölfershausen und nordöstlich Richtung Heringen bzw. zur Hornungskuppe gemeint. Gleichzeitig diente laut Schulze die Eichburg auch dem Schutz des Verkehrsknotenpunktes oberhalb dieser auf breiter Fläche bis zum „Schwarzen Stock“. An diesem kreuzte ein Süd-Nordweg von Vacha her kommend die frühmittelalterliche „Hohe Straße“.
Theodor Schwarz schätzte, dass die Burgfläche ca. 40 m × 20 m groß war und „von oben her“ durch einen Halsgraben sicherlich mit Zugbrücke abgesperrt wurde. Das 3D-Geländemodell lässt schwache Strukturen auf genannter Fläche erkennen, welche mit den Einschätzungen von Theodor Schwarz übereinzustimmen scheinen.
Es ist nicht bekannt, welcher Bauart die Eichburg zugehörte. Die Burgendatenbank EBIDAT der Deutschen Burgenvereinigung führt die Eichburg in der Objektart „Bergfried-Wohnturm-Donjon“ mit unbekanntem Grundriss. Hier wird die Burg auch als Ministerialensitz angesprochen und möglicherweise den Herren von Hornsberg zugeordnet. Diese waren Ministeriale des Klosters Fulda.
In den historischen Erwähnungen wird die Burg als „Villa“ oder gar als „Schloß“ bezeichnet und Nebengebäude, wie z. B. ein Viehhaus, ein Teich und ein Brunnen „im Jungstel“, dem heutigen Jungsthal, welches östlich des Burggeländes liegt, erwähnt. Ein Teich sei 1860 zugeschüttet worden. Überreste sind heutzutage nicht mehr zu finden.
Aus den Reliefdaten lässt sich eine zweigeteilte, nicht mal 900 m² und etwa 120 m Umfang große Anlage feststellen, die auf dem Nord-Süd verlaufendem Höhengrat durch drei Hals- oder Abschnittsgräben geteilt war und der an der leichteren Zugangsseite etwa 40 m weiter im Norden ein weiterer Halsgraben als Annäherungshindernis vorgelagert war. Der kleinere nördliche Teil weist eine kreisrunde, ca. 7 m breite Vertiefung auf, die auf einen Turm hindeutet. Die plane Fläche im südlichen Teil ist etwa 11 auf 8 m groß und lässt die Vermutung eines Gebäudes zu.

## Archäologische Funde

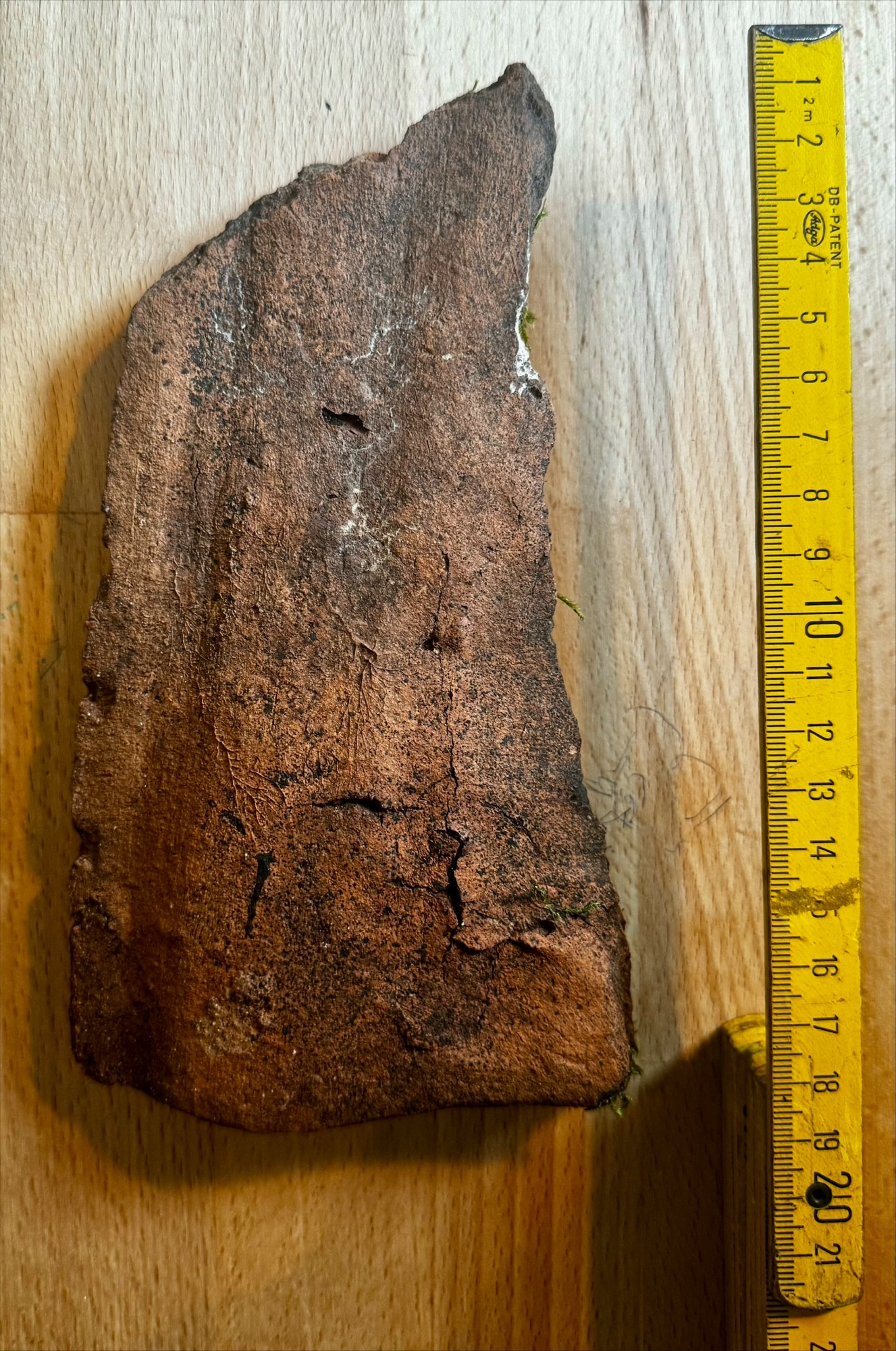
Ziegelbruchstück, vermutlich Dacheindeckung der Eichburg, im September 2024 im Gelände des Burgbereiches gefunden.

Der Bezirksarchäologe Klaus Sippel hat zwei archäologische Funde auf dem Gelände der Eichburg dokumentiert:
- „(...) Die überwiegend mit Bäumen und dichten Hecken (...) bestandene kleine Burgstelle wird offenbar unter- und oberhalb durch je einen Abschnittsgraben begrenzt. Derjenige im Norden ist auf der Ost-Hälfte im Bereich einer Wiese verfüllt, der im Süden nur in der Mitte auf dem Rücken des Geländesporns. Zwischen beiden Gräben wurde ein Ziegelbruch beobachtet (...) R. Doms berichtete, daß nach dem Zweiten Weltkrieg ein Anwohner im Burgbereich einen Garten angelegt und dabei zahlreiche Keramikscherben und Ziegelbruchstücke hangabwärts verlagert habe.(...)“[11]
- „(...)Im Bereich der ehemaligen Eichburg (auch: Wintersburg) (...) fand W. Hellwig im April 1986 am oberen Westhang im Heckengelände auf einer rezenten Verebnung als erste Funde zwei hochmittelalterliche Scherben, darunter ein Randstück.(...) Am 24. Dezember 1989 fand Sippel an der oberen Kante des die Burg im Norden begrenzenden Abschnittsgrabens ein Dutzend hoch- oder spätmittelalterliche Scherben und Ziegelstücke, darunter eine quergestellte, dreieckige Nase (...)“[3]

Im September 2024 wurde im Bereich der Burganlage ein weiteres Ziegelstück gefunden. Nach Meldung des Fundes beim Landesamt für Denkmalpflege Hessen lautete die fachliche Einschätzung der Bezirksarchäologin Dr. Eveline Saal:
- „(...)Es handelt sich hierbei tatsächlich um einen Ziegel aus gebranntem Ton, wahrscheinlich der Dacheindeckung der Burganlage. Zum einen erkennt man auf der Oberseite noch die Fingerstriche der Ziegler auf der Oberfläche, entstanden beim Herstellungsprozess. Zum anderen erkennt man vor allem auf der gröberen Rückseite und in den Bruchkanten die sog. Magerungspartikel, also Zusätze in Form von Sand oder kleinen Steinen, die nötig waren, um den Ton stabil zu machen(...)“[12]

## Sagen und Überlieferungen
Es soll einen von Süden nach Norden verlaufenden Verbindungsweg zur Burg Hornsberg gegeben haben, der über eine Furt durch die Werra verlief. Bei einem Hochwasser in den 1860er Jahren wurde Wiesenboden im Werragrund fortgespült. Es sei laut Augenzeugen ein ca. 3 m breiter gepflasterter Weg sichtbar gewesen.
Im Volksmund wird von einem unterirdischen Gang zur Burg Hornsberg berichtet, was aufgrund der Entfernung und des Geländes unmöglich scheint. Weiterhin berichtet der Volksmund, dass die Eichburg eine Doppelburg gewesen sei, deren Vorderburg auf der Eichkuppe und die Hinterburg auf dem vorderen Eichberg gestanden haben soll. Die letzten Steinreste sollen die Lengerser Bauern ca. 1850/60 von der Eichburg geholt haben, um ihre Höfe zu pflastern.

## Nachweise
1. 1 2  Wintersburg, Landkreis Hersfeld-Rotenburg. Historisches Ortslexikon für Hessen (Stand: 11. September 2024). In: Landesgeschichtliches Informationssystem Hessen (LAGIS). Hessisches Institut für Landesgeschichte, abgerufen am 12. September 2024.
2. 1 2 3 4 5  J.H. Gebauer: Burg Hornsberg und die Eichburg in der Geschichte. In: Hersfelder Zeitung (Hrsg.): Mein Heimatland (Beilage). 1922, Nr. 6. Bad Hersfeld.
3. 1 2  Klaus Sippel: Fundberichte aus Hessen. 31. Jahrgang 1991. Hrsg.: Landesamt für Denkmalpflege Hessen. Band 2, S. 455.
4. ↑  Mespens, Landkreis Hersfeld-Rotenburg. Historisches Ortslexikon für Hessen (Stand: 11. September 2024). In: Landesgeschichtliches Informationssystem Hessen (LAGIS). Hessisches Institut für Landesgeschichte, abgerufen am 12. September 2024.
5. 1 2  Theodor Schwarz: Werra, Wald und weißer Berg - Streifzüge durch Heringen in Vergangenheit und Gegenwart. In: heringen.de. Stadt Heringen, abgerufen am 1. September 2024.
6. ↑   HStAM, Urk. 57, 451 In: Archivinformationssystem Hessen (Arcinsys Hessen), Stand: 1. September 2024.
7. 1 2  Erich Piesche: Chronik 600 Jahre Lengers. In: heringen.info. Abgerufen am 31. August 2024.
8. 1 2  Alfred Schulze: Zur Vor- und Frühgeschichte im östlichen Seulingswald. In: Zeitschrift für hessische Geschichte und Landeskunde (ZHG). Verein für hessische Geschichte und Landeskunde 1834 e.V., abgerufen am 1. September 2024.
9. ↑  Stefan Eismann: Eichburg in der wissenschaftlichen Datenbank „EBIDAT“ des Europäischen Burgeninstituts, abgerufen am 12. September 2024.
10. ↑  Alle Vermessungsdaten nach Wind-Atlas Hessen, HLNUG. Abgerufen am 12. September 2024.
11. ↑  Klaus Sippel: Fundberichte aus Hessen. 21. Jahrgang 1981. Hrsg.: Landesamt für Denkmalpflege Hessen. S. 219.
12. ↑  Email-Schriftverkehr mit Dr. Eveline Saal & Finder Martin Krieg